# Burgruine Winterstein (Waltershausen)
Die Burgruine Winterstein ist eine ehemalige Wasserburg im Zentrum des Ortsteils Winterstein der Stadt Waltershausen im Landkreis Gotha in Thüringen.

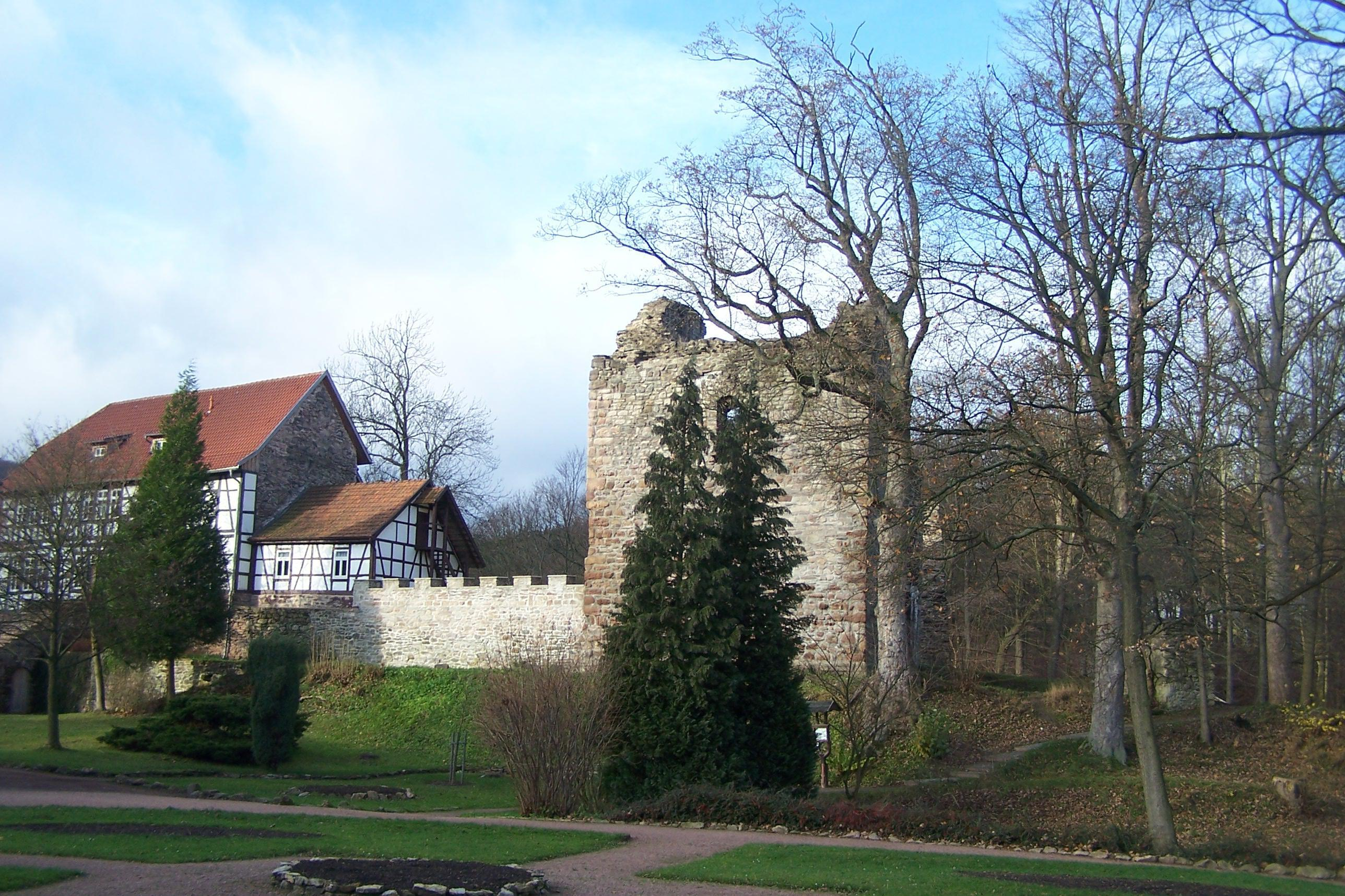
Burg Winterstein

Die Wasserburg wurde 1307 von den Herren von Wangenheim, Besitzer des 1246 erstmals erwähnten Ortes Winterstein, erbaut, 1513 umfassend renoviert, im Zuge des Dreißigjährigen Krieges mit dem Ort zusammen beschädigt und war 1638 verfallen und wurde nicht wieder aufgebaut. Das Vogteigebäude wurde bis zum Ende des 18. Jahrhunderts bewohnt.
Auf dem Burgareal mit neu angelegtem Schlosspark befindet sich die Burgruine mit erheblichen Mauerresten mit Resten von gotischen Spitzbogenfenstern sowie das Vogteigebäude in Fachwerkbau, eine Heimatstube und ein „Haus des Gastes“.
Eine zweite Burganlage, der Sommerstein, befindet sich am südlichen Ortsrand.

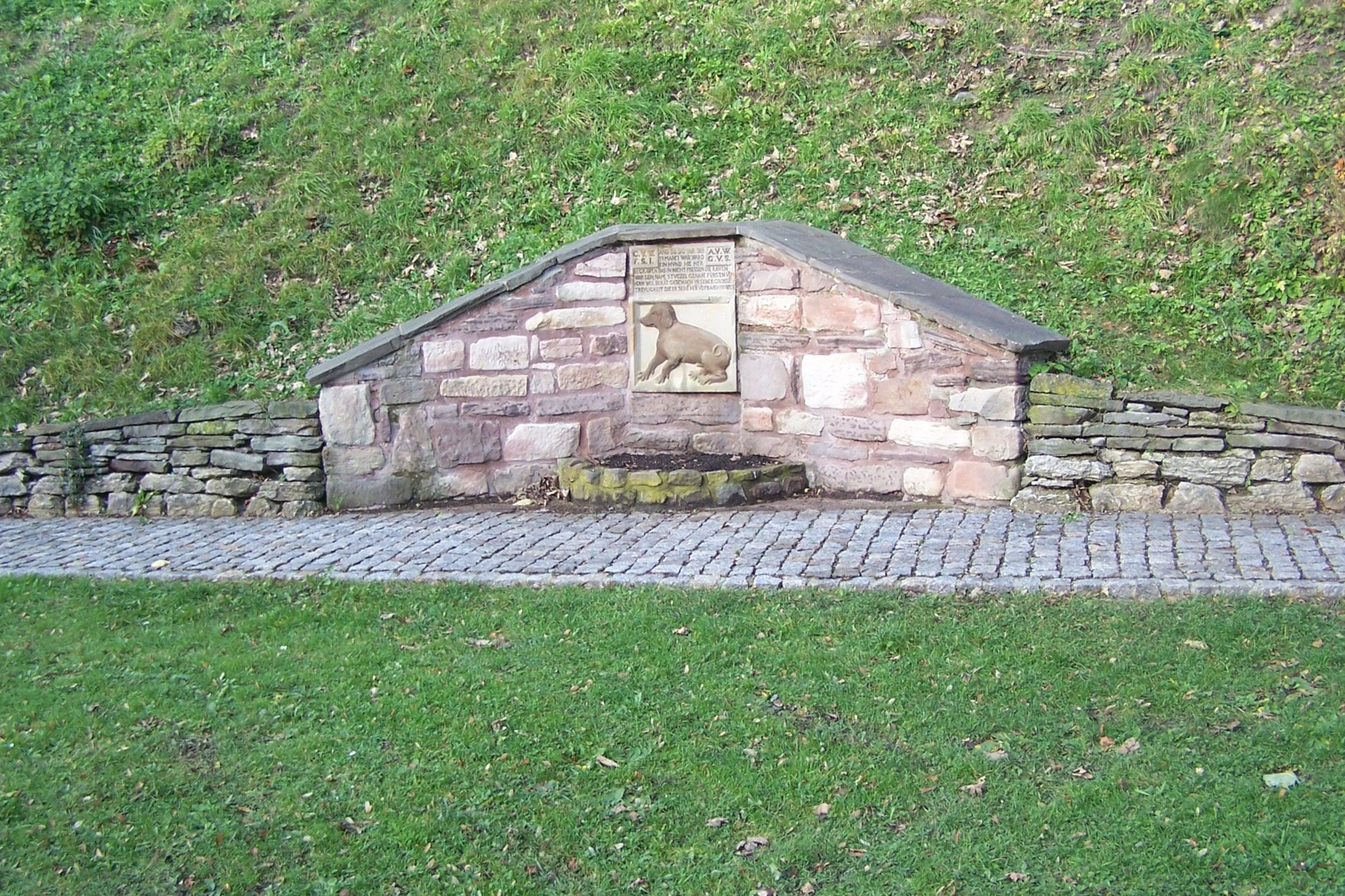
Stutzels Grab in Winterstein